# Liste des stations du métro d'Erevan

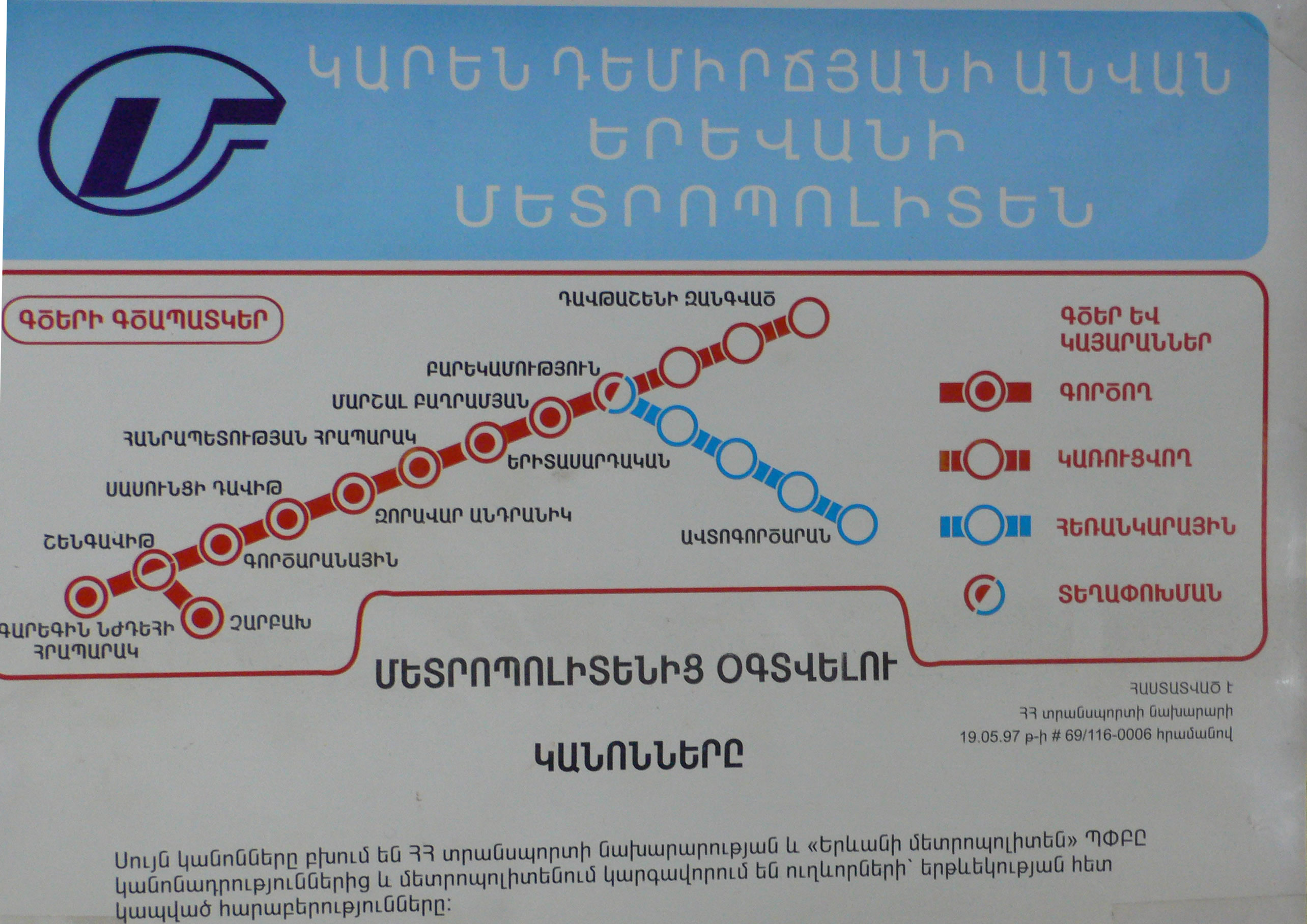
Plan du métro

Le métro d'Erevan est constitué d'une unique ligne de 13,4 kilomètres. Elle comprend 10 stations en service et 2 en construction.

## Liste
Du nord au sud :
| Nom en français         | Nom en arménien         | Date d'ouverture |
| ----------------------- | ----------------------- | ---------------- |
| Nazarbekian             | Նազարբեկյան             | en construction  |
| Ajapnyak                | Աժապնյակ                | en construction  |
| Barekamoutioun          | Բարեկամություն          | mars 1981        |
| Marchal Baghramian      | Մարշալ Բաղրամյան        | mars 1981        |
| Yeritasardakan          | Երիտասարդական           | mars 1981        |
| Hanrapetutian Hraparak  | Հանրապետության Հրապարակ | décembre 1981    |
| Zoravar Andranik        | Զորավար Անդրանիկ        | décembre 1989    |
| Sassountsi David        | Սասունցի Դավիթ          | mars 1981        |
| Gortsaranaïn            | Գործարանային            | juillet 1983     |
| Chengavit               | Շենգավիթ                | décembre 1985    |
| Tcharbakh               | Չարբախ                  | décembre 1996    |
| Garegin Njdehi Hraparak | Գարեգին Նժդեհի Հրապարակ | janvier 1987     |